# Мюлуз-Эст
Мюлу́з-Эст (фр. Mulhouse-Est, Восточный Мюлуз) — упразднённый кантон во Франции, в департаменте Верхний Рейн в регионе Эльзас — Шампань — Арденны — Лотарингия в округе Мюлуз.
До реформы 2015 года в состав кантона административно входила восточная часть коммуны Мюлуз.
По закону от 17 мая 2013 и декрету от 21 февраля 2014 года количество кантонов в департаменте Верхний Рейн уменьшилось с 31 до 17. Новое территориальное деление департаментов на кантоны вступило в силу во время выборов 2015 года. После реформы кантон был упразднён.

## Консулы кантона
Кантон образован в 1958 году.
| Период      | Консул             | Должность |
| ----------- | ------------------ | --------- |
| 1958 — 1964 | Adolphe May        |           |
| 1964 — 1976 | Raymond Zimmermann |           |
| 1976 — 1988 | Alphonse Kienzler  |           |
| 1988 — 2015 | Marc Schittly      |           |